# Полукаров, Александр Никитич
Александр Никитич Полукаров — сотрудник советских органов охраны правопорядка, начальник Управления рабоче-крестьянской милиции по Москве, комиссар милиции 2-го ранга.

## Биография
С 1920 в милиции, в 1930-е охранял правопорядок в Подмосковье (в городах Клин, Кашира и других населённых пунктах). С 1939 по 1946 начальник управления милиции Московской области. Начальник УРКМ по Москве с декабря 1946 по май 1951.
Умер в Москве. Похоронен на Хованском кладбище.

### Звания
- капитан милиции;
- майор милиции;[1][2]
- старший майор милиции;[3]
- комиссар милиции 3-го ранга;[4]
- комиссар милиции 2-го ранга.[5]

### Награды
- орден Красной Звезды, 13.11.1937;[6]
- орден Красного Знамени, 02.07.1942;[7]
- орден Красного Знамени, 03.11.1944;[8]
- орден Ленина, 21.02.1945;[9]
- Орден Отечественной войны 1-й степени, 18.08.1945.[10]